# Rejon podkamieński
Rejon podkamieński (ukr. Підкамінський район) – dawna jednostka podziału administracyjnego Ukraińskiej Socjalistycznej Republiki Radzieckiej w Związku Socjalistycznych Republik Radzieckich w latach 1940–1941 i 1944–1959. Należał do obwodu lwowskiego. Siedziba władz rejonu znajdowała się w Podkamieniu.
Rejon podkamieński został utworzony 17 stycznia 1940 na podstawie dekretu Prezydium Rady Najwyższej USRR o podziale na rejony zachodnich obwodów USRR, kiedy to w obwodzie lwowskim utworzono 37 rejonów, między innymi podkamieński. Rejon objął następujące obszary, należące przed wojną do powiatu brodzkiego w województwie tarnopolskim:
- całą zniesioną gminę Podkamień;
- całą zniesioną gminę Pieniaki;
- główną część zniesionej gminy Suchowola (bez gromad Dytkowce, Gaje Dytkowieckie i Gaje Starobrodzkie[2]);
- fragment zniesionej gminy Jasionów (gromada Hucisko Brodzkie[3]).

Rejon podkamieński przestał istnieć wraz z wybuchem wojny niemiecko-radzieckiej 22 czerwca 1941. Jego tereny weszły w skład Landkreis Złoczów dystryktu galicyjskiego Generalnego Gubernatorstwa.
Rejon został odtworzony latem 1944, po zajęciu tych terenów przez Armię Czerwoną.
W 1946 roku rejon podkamieński podzielony był na 26 rad – 1 osiedlową (Podkamień) i 25 wiejskich (stan na 1 września 1946): Batków, Boratyn, Buczyna, Czepiele, Czernica, Hołubica, Hucisko Brodzkie, Jaśniszcze, Kutyszcze, Litowyszcze, Łukawiec, Markopol, Nakwasza, Niemiacz, Orzechowczyk, Palikrowy, Pańkowce, Pieniaki, Popowce, Styberówka, Suchowola, Szyszkowce, Wierzbowczyk, Zwyżyń i Żarków.
23 września 1959 rejon podkamieński zniesiono, włączając jego obszar do rejonów brodzkiego i oleskiego.